# Cielesne zaburzenie dysmorficzne
Cielesne zaburzenie dysmorficzne (ang. body dysmorphic disorder, BDD) dawniej znane jako dysmorfofobia – zaburzenie psychiczne, charakteryzujące się występowaniem ciągłych obaw związanych z przekonaniem o nieestetycznym wyglądzie lub budowie ciała. Termin ma pochodzenie greckie. Słowo dysmorfia oznaczało w języku greckim brzydotę, szczególnie twarzy.

## Objawy i symptomy
Osoby z BDD zaabsorbowane są jednym lub wieloma defektami ciała, które przez innych są niezauważane lub spostrzegane są za niewielkie. Wady wyglądu mogą być ocenianie w mniej lub bardziej negatywny sposób np. mogą być uważane za nieatrakcyjne, ohydne lub nawet powodujące wygląd „jak u potwora”. Obawy są intruzywne, niechciane, absorbujące czasowo (średnio 3–8 godzin dziennie) i zwykle trudne do kontrolowania. W odpowiedzi na obawy, pojawiają się powtarzające się zachowania lub myśli, którym towarzyszy lęk lub dysforia. Zachowania mają na celu poprawę, ukrycie wad, a także upewnienie się, co do wyglądu (np. częste przeglądanie się w lustrzanych odbiciach). W myślach osoba z BDD może bezustannie porównywać swój wygląd z innymi. Zaabsorbowanie wyglądem powoduje cierpienie i negatywnie wpływa na ważne sfery życia (np. utrudnia wchodzenie w związki czy podjęcie pracy).
Przekonanie o wadach cielesnych bywa tak dotkliwe, że może popychać do samobójstwa. W badaniach amerykańskich stwierdzono, że myśli samobójcze występują u 78% chorych, a 24–28% podejmuje próbę odebrania sobie życia. Niewykluczone, że samobójstwa chorych z tym zaburzeniem zdarzają się częściej niż wśród chorych na zaburzenia depresyjne, zaburzenia afektywne dwubiegunowe i zaburzenia odżywiania. Większość chorych nie zawiera związku małżeńskiego.
W badaniach przeprowadzonych pod kierownictwem dr Katharine Philips na ponad 500 chorych wskazano, na jakich częściach ciała koncentruje się ich uwaga.

- skóra (73%)
- włosy (56%)
- nos (37%)
- waga (22%)
- brzuch (22%)
- piersi/brodawki (21%)
- oczy (20%)
- uda (20%)
- zęby (20%)
- nogi (ogólnie) (18%)
- budowa ciała/struktura kości (16%)
- twarz (14%)
- rozmiar/kształt twarzy (12%)
- wargi (12%)
- pośladki (12%)
- podbródek (11%)
- brwi (11%)
- biodra (11%)
- uszy (9%)
- ramię/przedramię (9%)
- talia (9%)
- genitalia (8%)
- policzki/kości policzkowe (8%)
- łysina (8%)
- wzrost (7%)
- rozmiar/kształt głowy (6%)
- czoło (6%)
- stopy (6%)
- dłonie (6%)
- szczęka (6%)
- usta (6%)
- plecy (6%)
- palce (5%)
- szyja (5%)
- łopatki (3%)
- kolana (3%)
- palce u nóg (3%)
- kostki u nóg (2%)
- mięśnie twarzy (1%)

## Rozpoznanie
W klasyfikacji ICD-10, dysmorfofobia należy do zaburzeń hipochondrycznych. W DSM-5, m.in. wraz z zaburzeniem obsesyjno-kompulsyjnym, patologicznym zbieractwem, trichotillomanią, została wydzielona do nowej grupy zaburzeń obsesyjno-kompulsyjnych i podobnych.
Kryteria diagnostyczne cielesnego zaburzenia dysmorficznego według klasyfikacji DSM-5
1. Zaabsorbowanie jednym lub kilkoma spostrzeganymi defektami lub wadami w wyglądzie, które są niezauważalne lub uważane za niewielkie przez innych.
2. W jakimkolwiek momencie trwania zaburzenia, w odpowiedzi na obawy o wygląd, u osoby pojawiały się powtarzające się zachowania (np. przeglądanie się w lustrach, nadmierne dbanie o wygląd, uszkadzanie skóry, ciągłe upewnianie się co do wyglądu) lub powtarzające się myśli (np. porównywanie swojego wyglądu z wyglądem innych).
3. Zaabsorbowanie powoduje klinicznie znaczący dystres lub upośledzenie w społecznej, zawodowej lub innej ważnej sferze funkcjonowania osoby.
4. Zaabsorbowanie wyglądem nie może być lepiej wytłumaczone przez obawy związane z nadmiarem tkanki tłuszczowej lub wagą ciała, u osób, których objawy spełniają kryteria diagnostyczne któregoś z zaburzeń odżywiania.

Należy doprecyzować czy zaburzenie dotyczy muskulatury (dysmorfia mięśniowa): czy osoba jest zaabsorbowana obawą o niedostatecznie silnej budowie ciała lub niewystarczającej muskulaturze. Ten podtyp określany jest również przy zaabsorbowaniu innymi aspektami wyglądu (co często występuje).
Należy określić poziom wglądu, który posiada osoba na temat dysmorfii ciała (np. „jestem brzydki” lub „jestem zdeformowany”):
- Dobry lub wystarczający wgląd: osoba dostrzega, że wierzenia związane z zaburzeniem są lub prawdopodobnie mogą być nieprawdziwe.
- Słaby wgląd: osoba uważa, że obawy dotyczące ciała są najprawdopodobniej prawdziwe.
- Brak wglądu/przekonania urojeniowe: osoba jest całkowicie przekonana o tym, że obawy dotyczące ciała są prawdziwe.

## Leczenie
Istnieje ograniczona liczba badań nad skutecznością leczenia BDD. Z psychoterapii poleca się terapię poznawczo-behawioralną (ang. cognitive-behavioral therapy – CBT), najlepiej zawierającą technikę ekspozycji i powstrzymania reakcji (ang. exposure with response prevention – ERP). Skuteczność sprawdzana była w randomizowanych badaniach (bez placebo, choć niektóre posiadały grupy porównawcze z aktywnym leczeniem). Powstają też pierwsze programy CBT, które mogą być przeprowadzane przez internet (z pomocą psychoterapeuty).
Testowane są też terapie tzw. „trzeciej fali” CBT (pierwsze badania), np. terapia metapoznawcza (ang. metacognitive therapy) czy terapia akceptacji i zaangażowania (ang. acceptance and commitment therapy), ale jest zbyt wcześnie, by móc którąś rekomendować. Postuluje się tworzenie metod zorientowanych na korektę nieprawidłowości w przetwarzaniu informacji wzrokowej (tj. błędów w identyfikacji emocji i walorów estetycznych, rozpoznawaniu i całościowym przetwarzaniu twarzy), które często dotyczą osób z BDD.
Z leków zaleca się leki przeciwdepresyjne, a dokładniej: escitalopram, fluoksetynę, fluwoksaminę (SSRI) i klomipraminę (TCA), w dawkach podobnych jak w terapii zaburzenia obsesyjno-kompulsyjnego.
Zakłada się, że w wypadku dysmorfii mięśniowej leczenie powinno wyglądać podobnie, jak w wypadku BDD.

## Klasyfikacja ICD10
| kod ICD10     | nazwa choroby            |
| ------------- | ------------------------ |
| ICD-10: F45.2 | Dysmorfofobia            |
| ICD-10: F22.8 | Urojeniowa dysmorfofobia |